# Musée Bob et Bobette

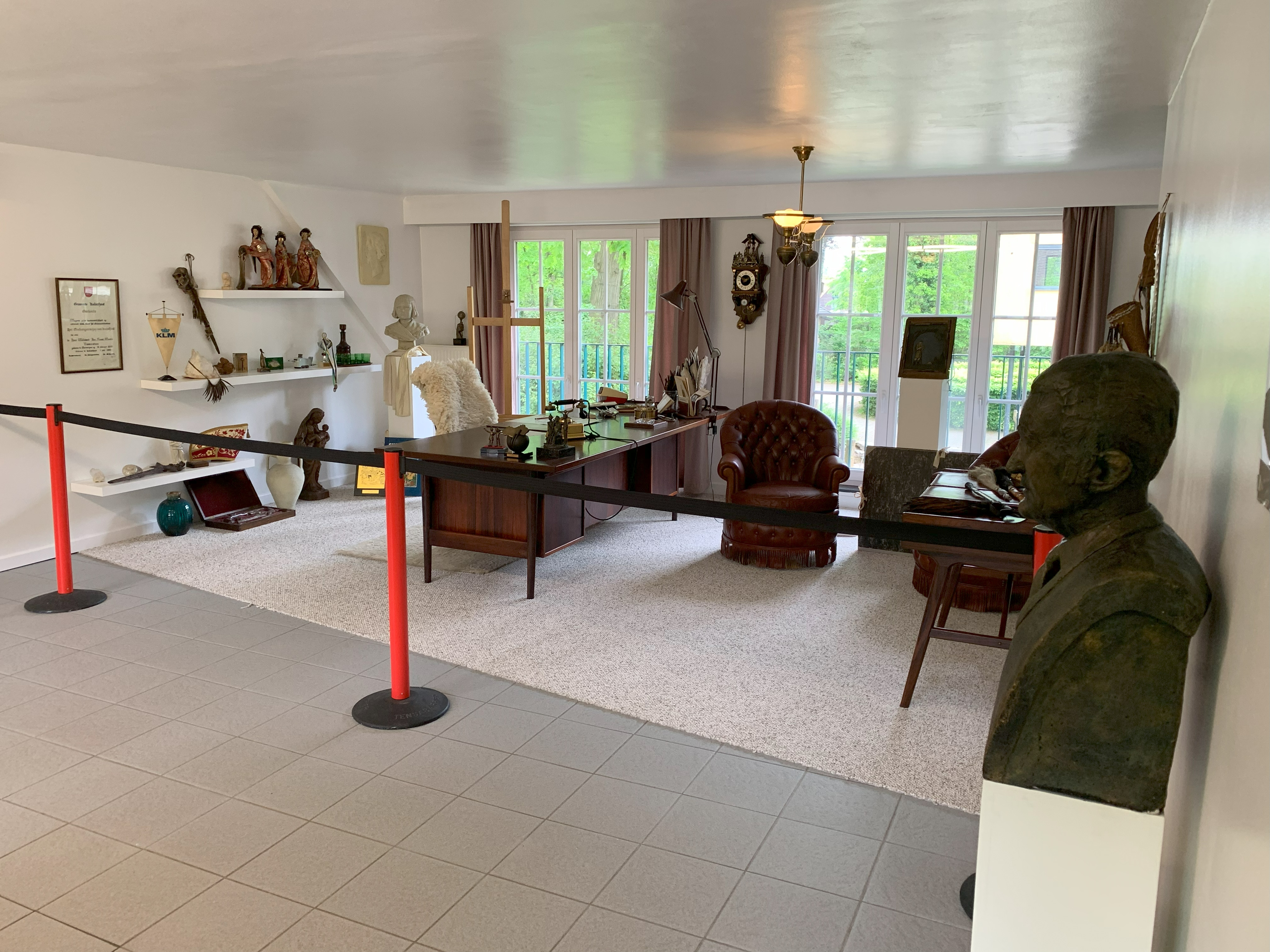
Le bureau de Willy Vandersteen a été recréé dans l'ancien studio de dessin avec le mobilier et les attributs d'origine.

Le musée Bob et Bobette (Suske en Wiske Museum en néerlandais) est un musée interactif situé à Kalmthout, en Belgique. Le musée de la bande dessinée est dédié à la série Bob et Bobette du Belge Willy Vandersteen. Le musée est géré par la province d'Anvers jusqu'au 31 décembre 2024 et par le parc d'attraction Robotland à partir du 1er janvier 2025.

## Histoire

### Avant le musée: un studio
Willy Vandersteen voulait fonder un musée sur sa série de bande dessinée Bob et Bobette mais il n'aura jamais eu le temps de concrétiser son projet de son vivant puisqu'il décède en 1980. Après sa mort, sa villa fut vendue.
Le successeur de Vandersteen, Paul Geerts, souhaite créer ce musée, qui deviendrait alors également commémoratif, dans l'ancienne villa de Vandersteen. Paul Geerts soumet sa proposition à la commune de Kalmthout dans les années 1990, mais les fonds disponibles furent insuffisants. Il décide alors de réitérer sa demande auprès, cette fois, de la Province d'Anvers. Le Conseil provincial de l'enfance ayant également soumis dans les années 1990 le projet de création d'un musée interactif pour les enfants, les deux propositions sont fusionnées, conduisant à la création de ce musée.
La villa de Vandersteen est donc rachetée pour 21 millions de francs (environ € 520 000) avant d'être rénovée. L'architecte Werner De Bondt imagine alors le musée en se basant entièrement sur l'oeuvre de Vandersteen.

### Musée (1997 à ce jour)
Le musée ouvre ses portes le 29 novembre 1997. Le Studio Vandersteen, qui était situé au rez-de-chaussée de la villa, déménage au premier étage après la rénovation.
Le 24 novembre 2007, le musée célèbre son 10e anniversaire. Le musée, initialement destiné aux écoles,fait l'objet de réflexion en 2010 afin de développer son contenu et d'élargir son public. En juin 2011, le musée ferme temporairement ses portes pour rénovation  Le coût de la rénovation dépasse les € 700 000.
Le musée rouuvre le 3 mars 2012,. Le musée propose alors une offre plus large permettant également d'accueillir les adultes et plus globalement les familles, mais une réservation à l'avance est demandée.
La Bruisende Braderie, braderie durant laquelle plusieurs affaires du musée sont vendues, se tient le 1er juillet 2018, avant de fermer ses portes pour une nouvelle rénovation en profondeur. Cette rénovation durera un an. Pendant la rénovation, cinq enfants âgés de huit à douze ans sont choisis pour prendre part à la réflexion de l'avenir du musée. Le musée rouvre ses portes le 6 juillet 2019. Le nom du musée est alors changé, auparavant, dans sa langue originale, Provinciaal Suske en Wiske-Kindermuseum, il devient le Suske en Wiske Museum,.
En raison d'une réforme de l'État, la culture et la jeunesse cessent d'être une compétence provinciale en 2018. La province décide alors de cesser l'exploitation du musée à partir du 1er janvier 2025,. En octobre 2023, il est annoncé que l'exploitation du musée serait reprise par Robotland, un parc d'attractions se trouvant à Essen, à partir du 1er janvier 2025, permettant la pérennité du musée,.

## Reconnaissance
En 2013, le musée a reçu le MuseumPrijs dans la catégorie Vlaamse kinderjuryprijs, soit prix du jury du musée pour enfants en français,.

## Sources, notes et références
1. ↑  « 10 jaar Suske en Wiske Kindermuseum », sur suskeenwiske.ophetwww.net (consulté le 14 décembre 2024)
2. ↑  (nl-BE) « Suske en Wiske museum staat in het nieuw », sur Het Nieuwsblad, 28 février 2012 (consulté le 14 décembre 2024)
3. ↑  (nl-BE) « 'Inspiratie' rode draad in vernieuwd Suske en Wiske museum », sur Het Belang van Limburg, 3 mars 2012 (consulté le 14 décembre 2024)
4. ↑  (nl-BE) Redactie Knack, « Suske en Wiske Kindermuseum opnieuw open », sur Knack, 5 mars 2012 (consulté le 14 décembre 2024)
5. ↑  « Op bezoek in het Kindermuseum - Provincie Antwerpen », sur web.archive.org, 8 septembre 2017 (consulté le 14 décembre 2024)
6. ↑  (nl-BE) Margo Tilborghs, « Suske en Wiske-Kindermuseum gesloten voor totale make-over », Gazet van Antwerpen,‎ 26 juin 2018 (lire en ligne, consulté le 14 décembre 2024).
7. ↑  « Suske & Wiske Kindermuseum wordt gecoacht door jeugdambassadeurs | Strip Turnhout », sur web.archive.org, 2 décembre 2018 (consulté le 14 décembre 2024)
8. ↑  (nl-BE) « Vernieuwd Suske en Wiske Museum opent opnieuw de deuren », De Standaard,‎ 6 juillet 2019 (lire en ligne, consulté le 14 décembre 2024).
9. ↑  « Alsof je zelf een strip binnenwandelt: Suske en Wiske-museum na jaar renovatie klaar voor heropening », sur hln.be, 30 juin 2019 (consulté le 14 décembre 2024)
10. ↑  (nl) VRT NWS, « Ook Vlaamse regering wil Suske en Wiske Museum in Kalmthout niet overnemen, sluiting dreigt in 2025 », sur vrtnws.be, 5 janvier 2023 (consulté le 14 décembre 2024)
11. 1 2  (nl) « Robotland neemt Suske en Wiske Museum in Kalmthout over | Algemeen | Stripspeciaalzaak », sur www.stripspeciaalzaak.be, 26 octobre 2023 (consulté le 14 décembre 2024)
12. ↑  (nl) VRT NWS, « Suske en Wiske Museum in Kalmthout gered: provincie heeft overnemer gevonden », sur vrtnws.be, 25 octobre 2023 (consulté le 14 décembre 2024)
13. ↑  (nl-BE) « Gents MIAT wint MuseumPrijs 2013 », sur De Standaard, 4 juin 2013 (consulté le 14 décembre 2024)
14. ↑  « VRT MAX », sur www.vrt.be (consulté le 14 décembre 2024)